# Sigegar
Sigegar ou Sigar est un prélat anglais mort le 28 juin 996 ou 997. Il est le septième évêque de Wells pendant environ deux décennies jusqu'à sa mort.

## Biographie
Avant de devenir évêque, Sigegar est moine au Old Minster, un monastère de Winchester, puis abbé de Glastonbury, dans le Somerset. Il est choisi pour succéder à l'évêque de Wells Cyneweard, mort le 28 juin 975, mais sa première apparition avec ce titre sur les chartes du roi Æthelred le Malavisé ne date que de 979.
Sigegar meurt le 28 juin 996 ou 997. Le chroniqueur Guillaume de Malmesbury rapporte qu'il est inhumé à Glastonbury.